# جيمس رولف
جيمس رولف (بالإنجليزية: James Rolfe)‏، من مواليد 10 يوليو 1980م، وهو ممثل أمريكي وناقد سينمائي وناقد ألعاب الفيديو وصانع أفلام، اشتهر ببرنامجه أنغري فيديو غيم نيرد والذي تعني (الذكي الغاضب من ألعاب الفيديو)، بدأ برنامجه سنة 2004م، وبعد سنتين صدر أول مقطع له في قناة سينماسكير على اليوتيوب.